# 富士新聞網
富士新聞網（日语： Fuji Nyūsu Nettowāku ?，簡稱FNN）是以富士電視台為核心的電視新聞聯播網。成立於1966年10月3日，當時有富士電視台、仙台放送、東海電視台、關西電視台、廣島電視台（現屬NNN）、日本海電視台（現屬NNN）和西日本電視台6家電視台組成。目前共有28個加盟台，加盟台數在日本的電視聯播網中位居第三位，僅次於NNN及JNN。FNN和FNS合稱為富士電視系。富士新聞網的加盟台均僅經營電視業務，並未有廣電兼營台。
除東海電視台、佐賀電視台、兩家跨網台成員（大分電視台、宮崎電視台）之外，富士新聞網全部加盟台的遙控器號碼均為8頻道。

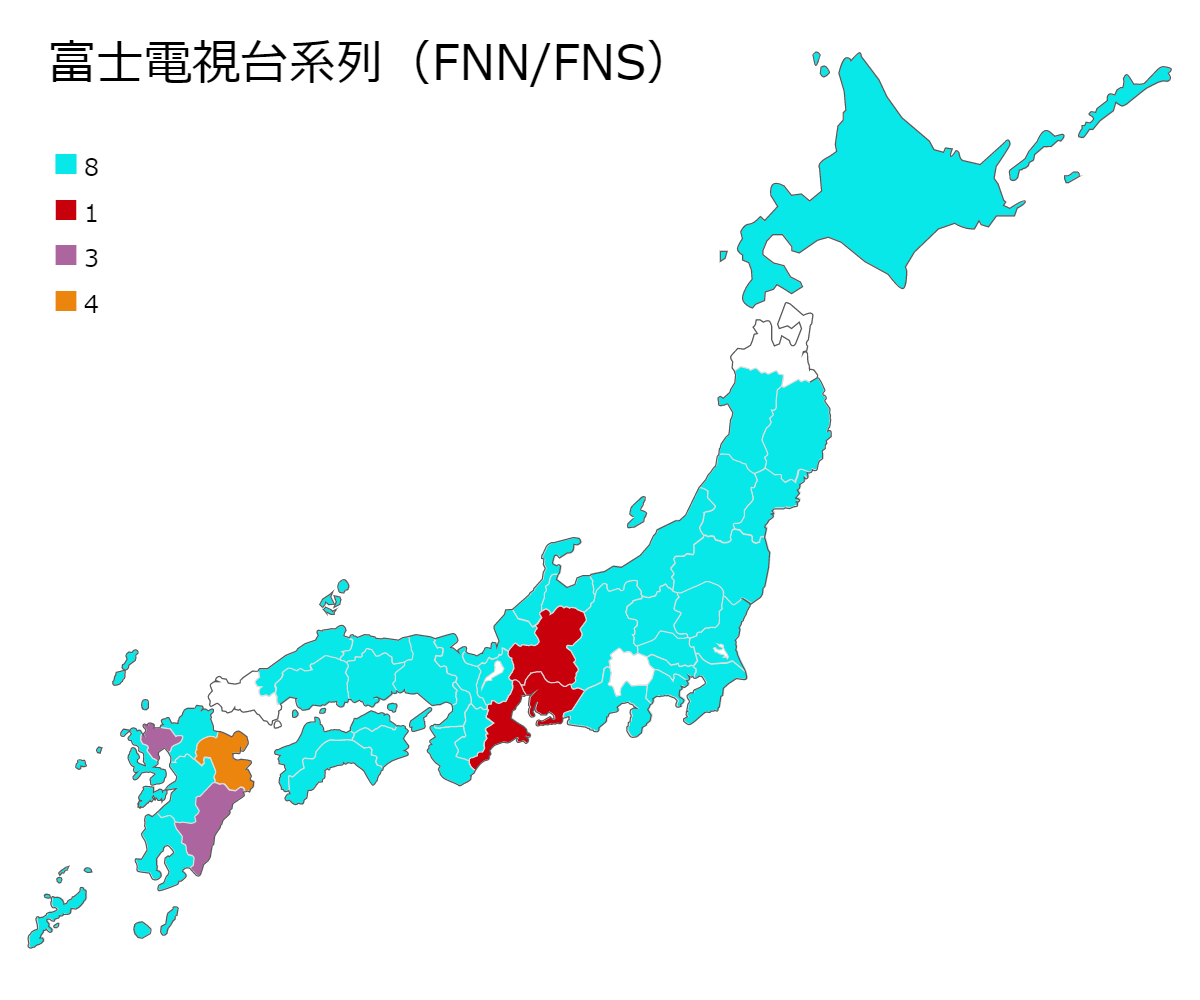
FNN各台遙控器號碼

## 成員台

### 現在的成員局
其所有成員，亦是一般節目聯播網FNS的成員。
- ○ - 關連公司或子公司有經營電台業務
- ■ - 實施提供地域新聞的成員
- ◆ - 第三部門頻道
- ※ - 在1seg放送上有顯示台標的電視台[1]

| 播放地區   | 簡稱/頻道 | 公司名           | 開播日         | FNN加盟日           | 備注 | 記号   |
| ---------- | --------- | ---------------- | -------------- | ------------------- | --- | ------ |
| 北海道     | uhb 8     | 北海道文化放送   | 1972年4月1日   | 1972年4月1日        | 基幹局 | ○■     |
| 青森縣     | 無成員台  | 無成員台         | 無成員台       | 無成員台            | 富士電視台青森支局・岩手可愛電視台八户支局負責新聞採訪。                                                          |        |
| 岩手縣     | mit 8     | 岩手可愛電視台   | 1991年4月1日   | 1991年4月1日        | 在青森縣八户市有設置八戶分公司。                                                                                  |        |
| 宮城縣     | OX 8      | 仙台放送         | 1962年10月1日  | 1966年10月3日成立時 | 基幹局。 | ■※     |
| 秋田縣     | AKT 8     | 秋田電視台       | 1969年10月1日  | 1969年10月1日       | [ 6 ] | ■      |
| 山形縣     | SAY 8     | 櫻桃電視台       | 1997年4月1日   | 1997年4月1日        | [ 7 ] |        |
| 福島縣     | FTV 8     | 福島電視台       | 1963年4月1日   | 1983年4月1日        | [ 8 ] | ◆      |
| 關東廣域圈 | CX 8      | 富士電視台       | 1959年3月1日   | 1966年10月3日発足時 | 核心局、基幹局 | ○■※    |
| 新潟縣     | NST 8     | 新潟綜合電視台   | 1968年12月16日 | 1968年12月16日      | [ 11 ] |        |
| 長野縣     | NBS 8     | 長野放送         | 1969年4月1日   | 1969年4月1日        | | ■      |
| 山梨縣     | 無成員台  | 無成員台         | 無成員台       | 無成員台            | 富士電視台甲府支局負責新聞採訪                                                                                    |        |
| 静岡縣     | SUT 8     | 静岡電視台       | 1968年11月1日  | 1968年11月1日       | 基幹局 |        |
| 富山縣     | BBT 8     | 富山電視台       | 1969年4月1日   | 1969年4月1日        | 旧通称：T34（直至1993年12月31日）                                                                                 | ■      |
| 石川縣     | ITC 8     | 石川電視台       | 1969年4月1日   | 1969年4月1日        | |        |
| 福井縣     | FTB 8     | 福井電視台       | 1969年10月1日  | 1969年10月1日       | |        |
| 中京廣域圈 | THK 1     | 東海電視台       | 1958年12月25日 | 1966年10月3日成立時 | 基幹局 | ○■     |
| 近畿廣域圈 | KTV 8     | 關西電視台       | 1958年11月22日 | 1966年10月3日発足時 | 準核心局、基幹局。愛称：カンテレ。2007年4月因「发掘！真有其事大百科II」造假事件而被民放連除名（2008年10月恢復）。 | ■      |
| 島根縣     | TSK 8     | 山陰中央電視台   | 1970年4月1日   | 1970年4月1日        | 1972年3月31日之前的名稱是島根放送株式会社。1972年9月22日開始山陰2縣的廣域放送體制（之前是以島根縣為放送區域）。   |        |
| 鳥取縣     | TSK 8     | 山陰中央電視台   | 1970年4月1日   | 1970年4月1日        | 1972年3月31日之前的名稱是島根放送株式会社。1972年9月22日開始山陰2縣的廣域放送體制（之前是以島根縣為放送區域）。   |        |
| 岡山縣     | OHK 8     | 岡山放送         | 1969年4月1日   | 1969年4月1日        | [ 13 ] | ■      |
| 香川縣     | OHK 8     | 岡山放送         | 1969年4月1日   | 1969年4月1日        | [ 13 ] | ■      |
| 廣島縣     | TSS 8     | 新廣島電視台     | 1975年10月1日  | 1975年10月1日       | 基幹局 |        |
| 山口縣     | 無成員台  | 無成員台         | 無成員台       | 無成員台            | 西日本電視台・新廣島電視台负责新闻采访。                                                                          |        |
| 德島縣     | 無成員台  | 無成員台         | 無成員台       | 無成員台            | 關西電視台徳島支局负责新闻采访。                                                                                  |        |
| 愛媛縣     | EBC 8     | 愛媛電視台       | 1969年12月10日 | 1969年12月10日      | | ■      |
| 高知縣     | KSS 8     | 高知SunSun電視台 | 1997年4月1日   | 1997年4月1日        | | ※      |
| 福岡縣     | TNC 8     | 西日本電視台     | 1958年8月28日  | 1966年10月3日発足時 | 基幹局 | ◆      |
| 佐賀縣     | STS 3     | 佐賀電視台       | 1969年4月1日   | 1969年4月1日        | [ 16 ] | ■◆※    |
| 長崎縣     | KTN 8     | 長崎電視台       | 1969年4月1日   | 1969年4月1日        | [ 17 ] | [ 18 ] |
| 熊本縣     | TKU 8     | 熊本電視台       | 1969年4月1日   | 1969年4月1日        | [ 19 ] | ■※     |
| 大分縣     | TOS 4     | 大分電視台       | 1970年4月1日   | 1970年4月1日        | 同時加盟NNN/NNS。                                                                                                 | ■      |
| 宮崎縣     | UMK 3     | 宮崎電視台       | 1970年4月1日   | 1973年1月26日       | 同時加盟NNN與ANN的新聞部門。                                                                                      | ■      |
| 鹿兒島縣   | KTS 8     | 鹿兒島電視台     | 1969年4月1日   | 1969年4月1日        | [ 23 ] |        |
| 沖繩縣     | OTV 8     | 沖繩電視台       | 1959年11月1日  | 1972年5月15日       | 1959年11月1日 - 1972年5月14日有播放NHK的節目。                                                                    | ■      |

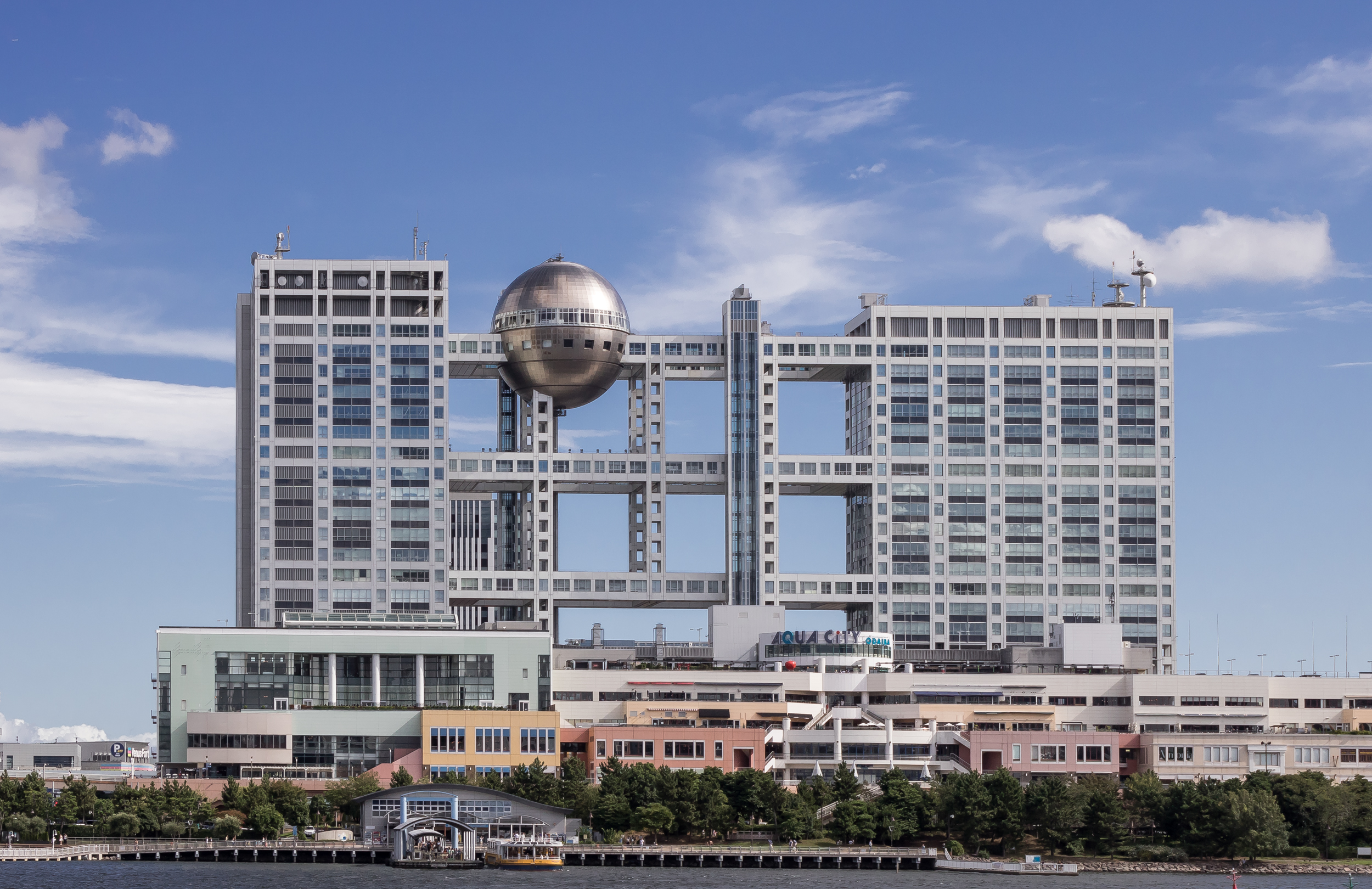
FNS在東京的核心台：富士電視台
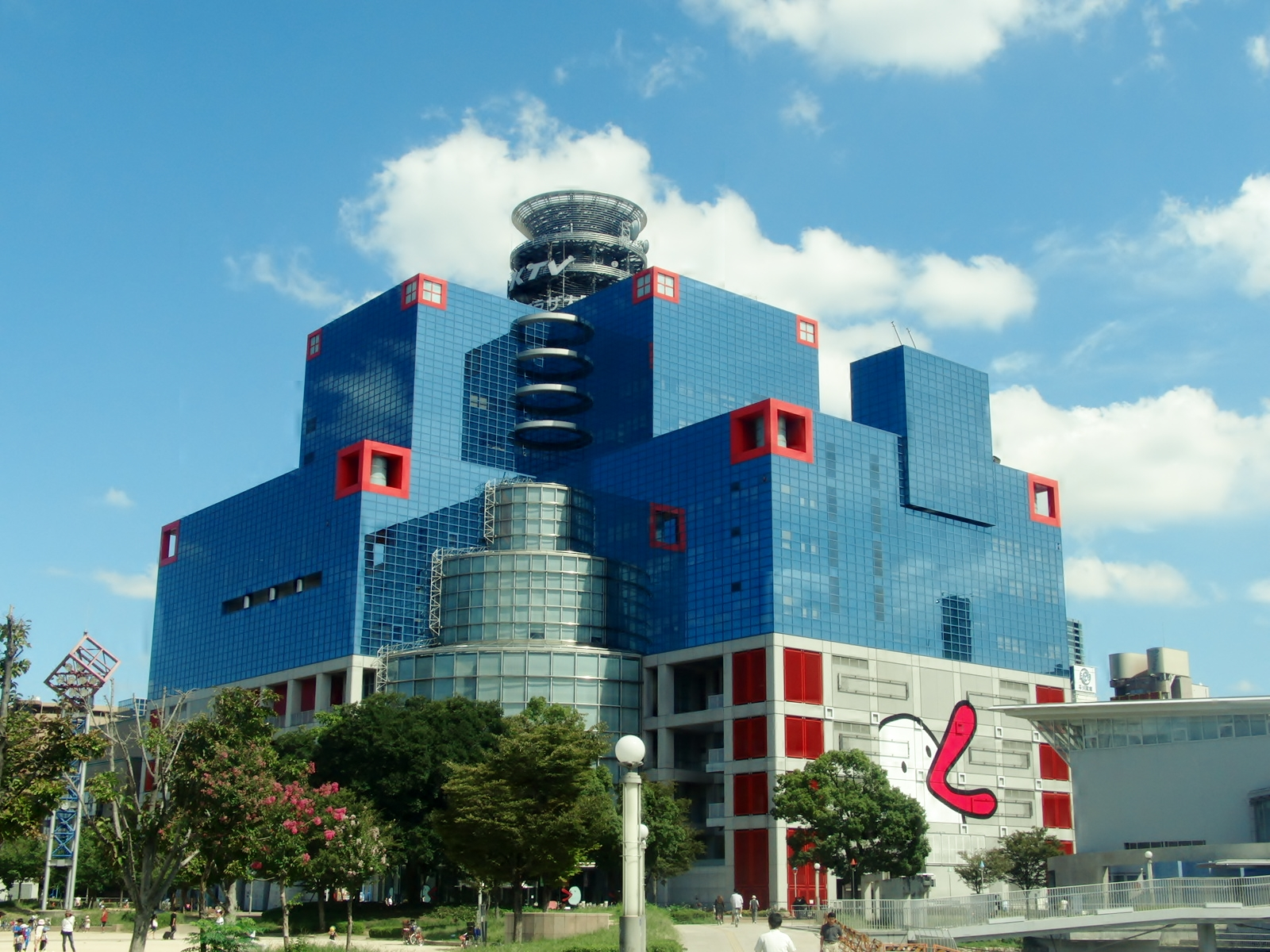
FNS在大阪的準核心台：關西電視台
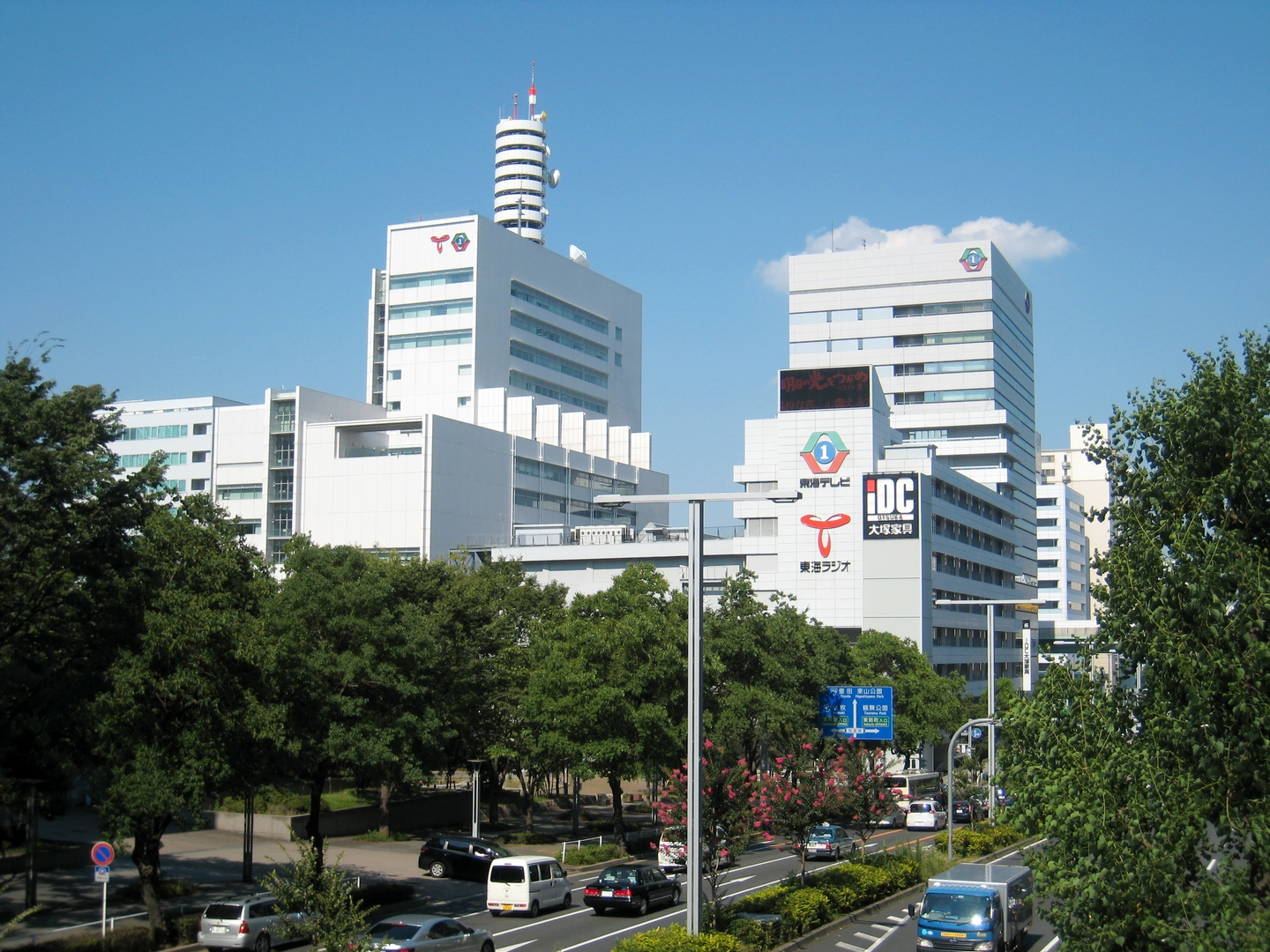
FNS在名古屋基幹台：東海電視台
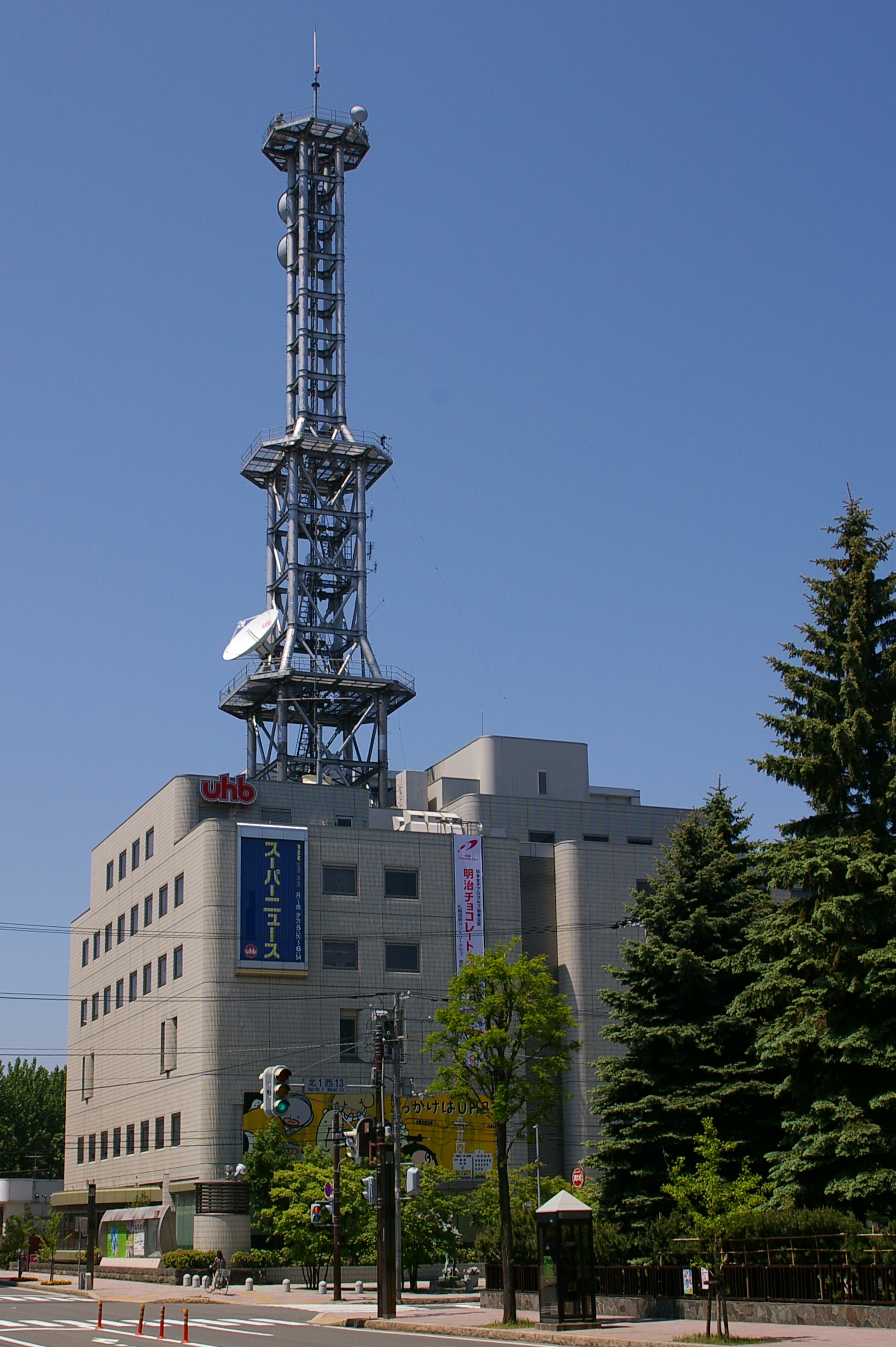
FNS在札幌的基幹台：北海道文化放送
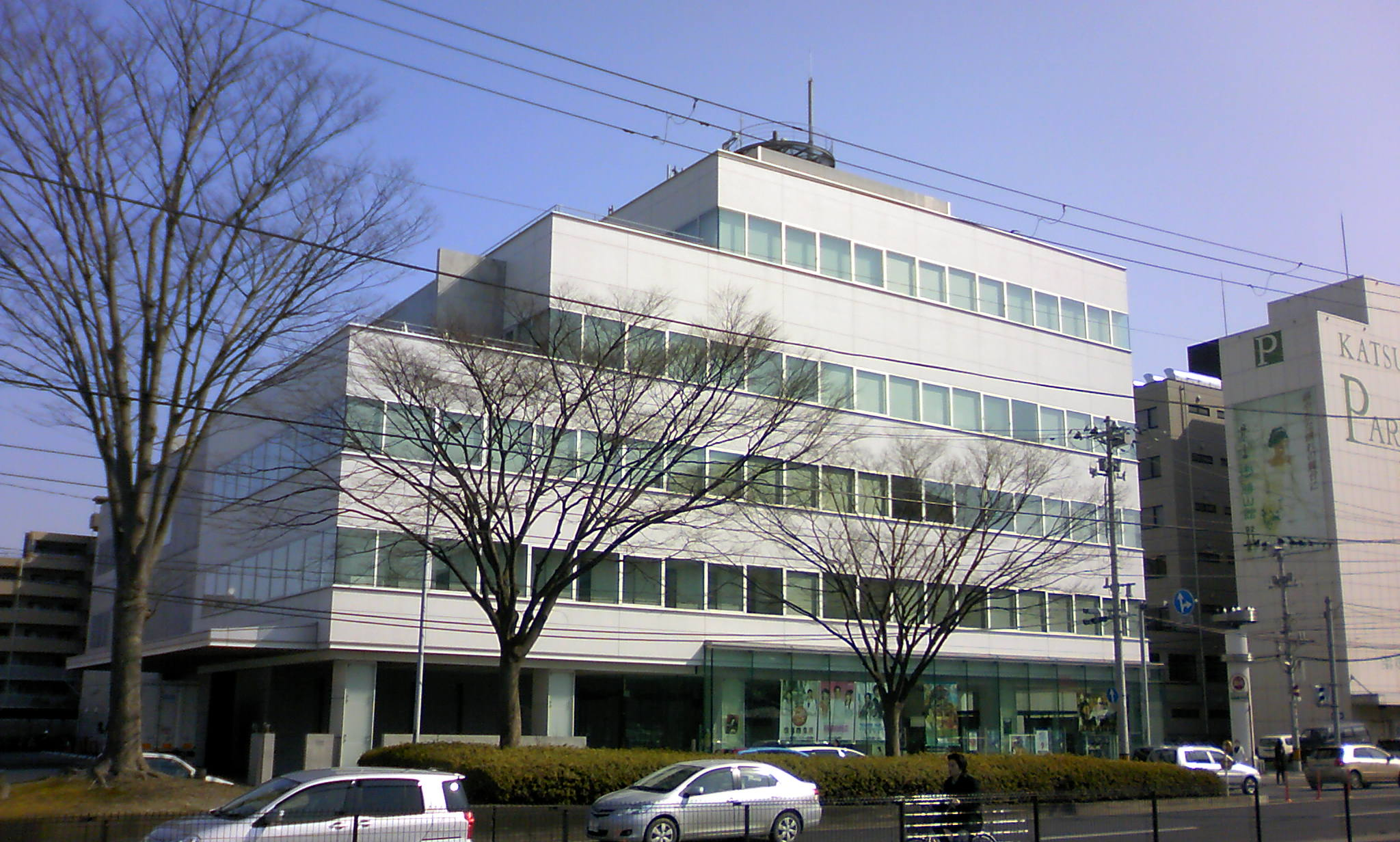
FNS在仙台的基幹台：仙台放送
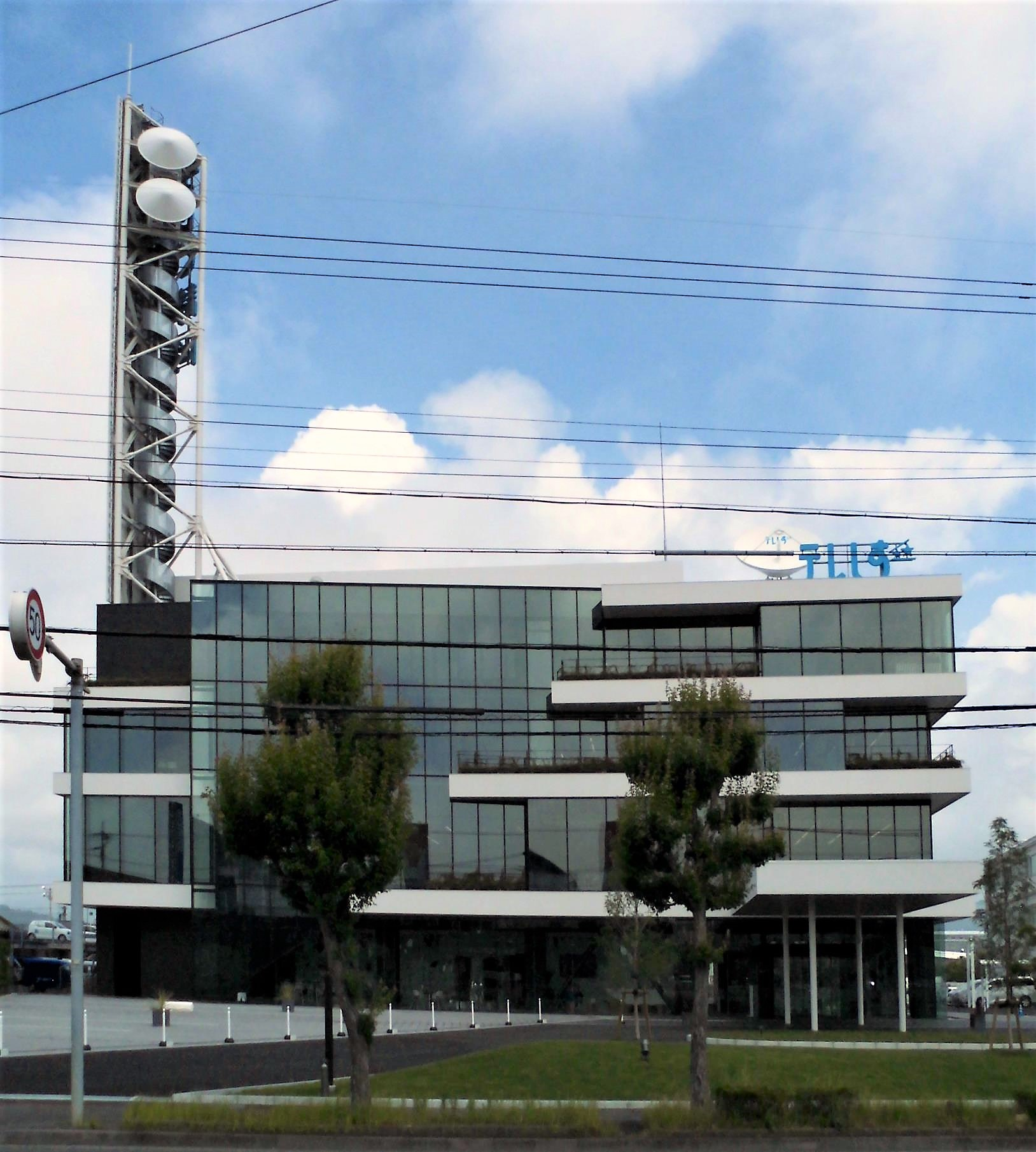
FNS在靜岡的基幹台：靜岡電視台
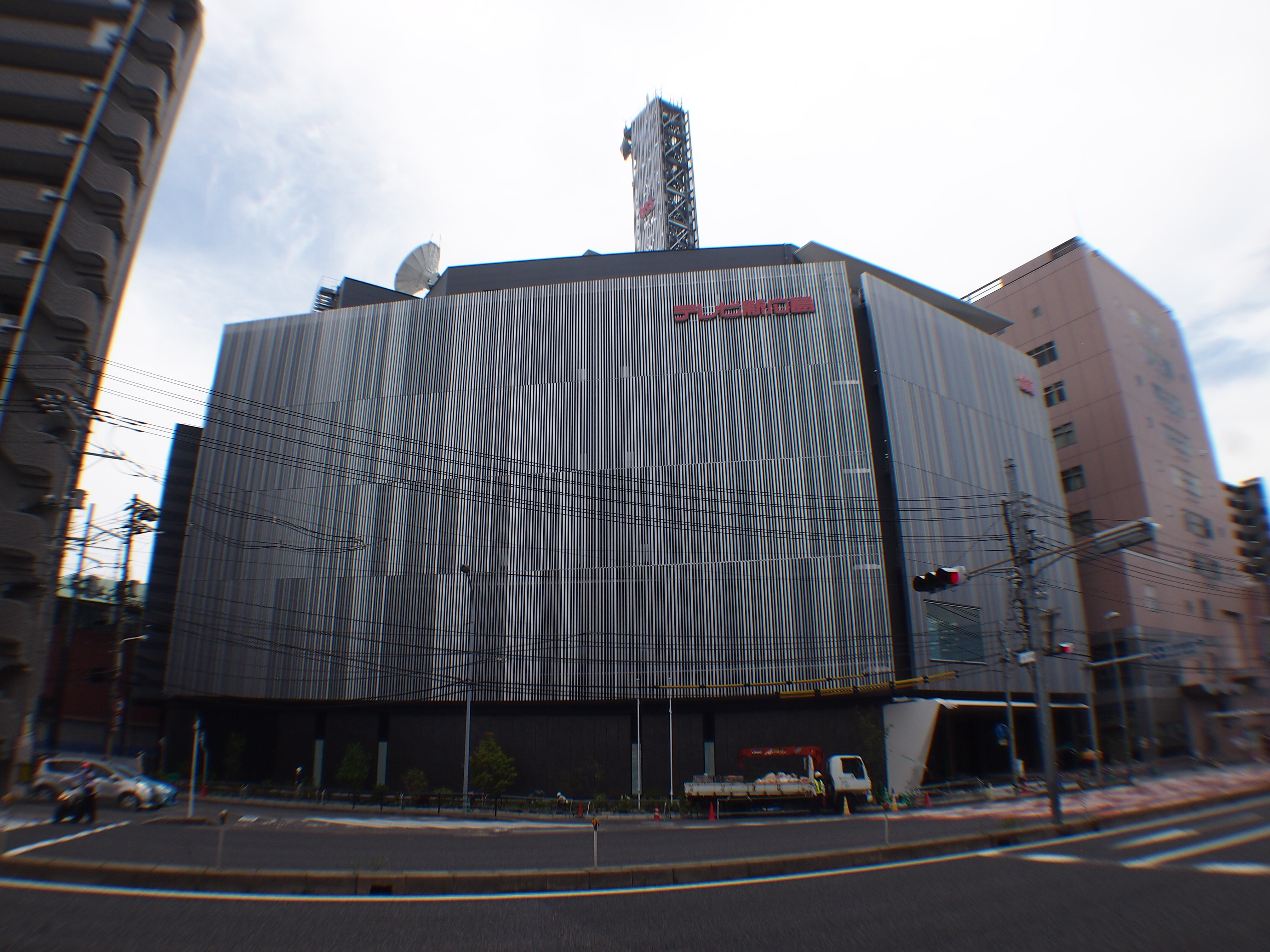
FNS在廣島的基幹台：新廣島電視台
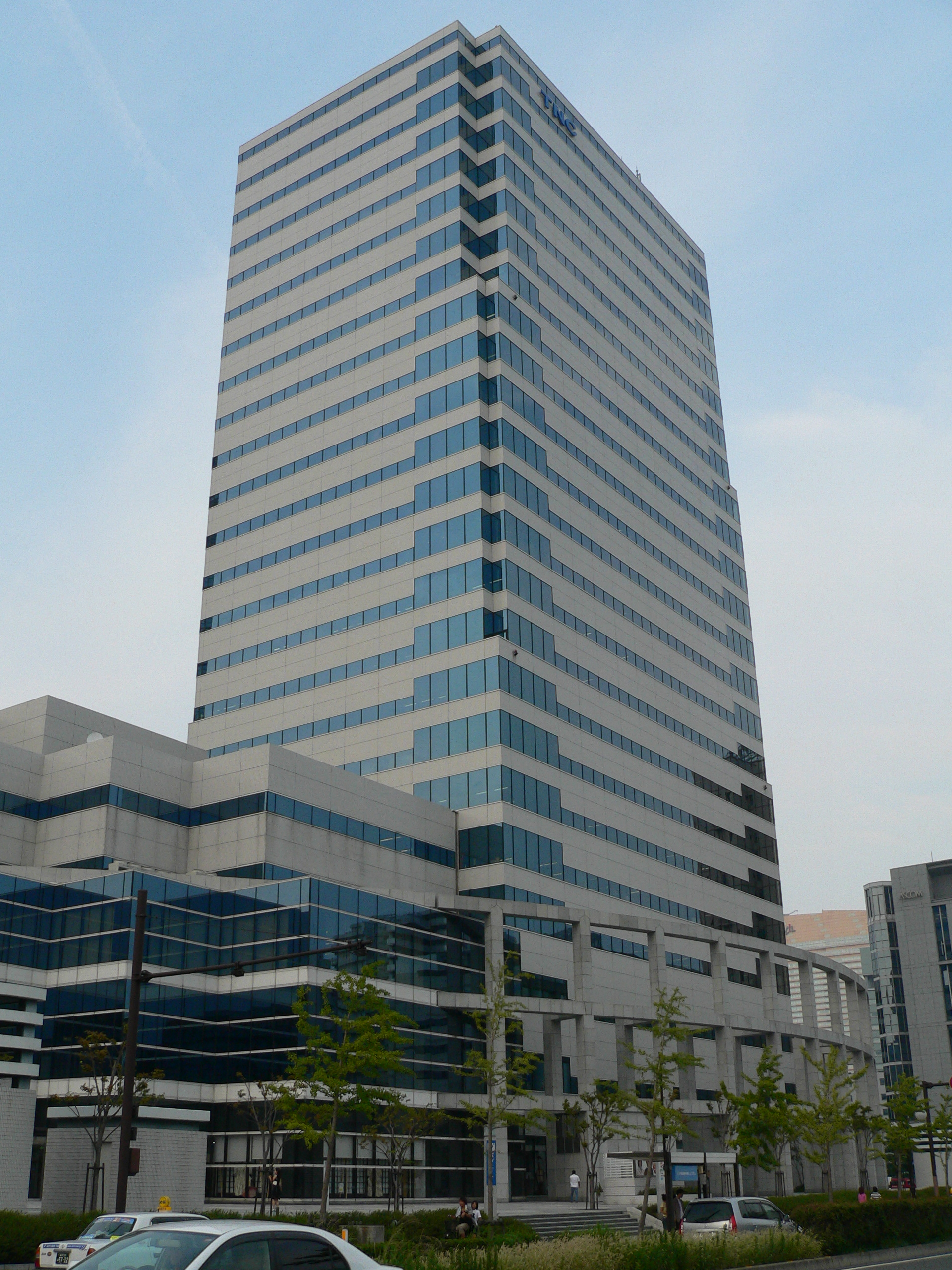
FNS在福岡的基幹台：西日本電視台

### 過去的成員台
標注●的是當時的主要加盟台。
| 播放區域 | 略称 | 社名            | FNN加盟期間                         | 退出理由                                                                                              | 現在所属系列联播網 |
| -------- | ---- | --------------- | ----------------------------------- | --- | ------------------ |
| 山形縣   | YTS  | 山形電視台●     | 1970年4月1日開播 - 1993年3月31日    | 由於經營上的情況和股東資本的意向，改為全部聯播ANN（朝日電視台單獨局）                                 | ANN                |
| 福島縣   | FCT  | 福島中央電視台● | 1970年4月1日開播 - 1971年9月30日    | 由於新聞資本意向的整理、把資格讓給了福島電視台。                                                      | NNN/NNS            |
| 廣島縣   | HTV  | 廣島電視台      | 1966年10月3日成立時 - 1975年9月30日 | 因新廣島電視台開播而退出。                                                                            | NNN/NNS            |
| 鳥取県   | NKT  | 日本海電視台    | 1966年10月3日成立時 - 1972年9月21日 | 山陰2縣實施廣域放送體制後（伴随着在島根縣播放的開始）、把資格讓給了島根放送（現：山陰中央電視台）。。 | NNN/NNS            |

### 現在主要的非成員台
| 播出區域 | 略称 | 社名       | 備註（未加盟的理由）                                                       | 現在 所属聯播網 |
| -------- | ---- | ---------- | -------------------------------------------------------------------------- | --------------- |
| 青森縣   | ATV  | 青森電視台 | 籌備期間與富士電視台簽署協議，開播前變為加入朝日電視台（ANN）/TBS（JNN）。 | JNN             |
| 山梨縣   | UTY  | 山梨電視台 | 籌備期間與富士電視台簽署協議，開播前變為加入TBS（JNN）。                   | JNN             |
| 山口縣   | tys  | 山口電視台 | 與JNN排他協定相抵触（已經加盟FNS）。                                       | JNN             |
| 高知縣   | KUTV | 高知電視台 | 籌備期間與富士電視台簽署協議，開播前變為加入TBS（JNN）。                   | JNN             |

## 海外支局
| 地區         | 海外支局名稱      | 設置・運營加盟台 | 備註                                                                   |
| ------------ | ----------------- | ---------------- | ---------------------------------------------------------------------- |
| 北美         | FNN紐約支局       | 富士電視台       | 新廣島電視台亦派有記者。                                               |
| 北美         | FNN華盛頓支局     | 富士電視台       |                                                                        |
| 北美         | FNN洛杉磯支局     | 富士電視台       | 最初由仙台放送開設運營。現由富士電視台運營。                           |
| 歐洲・前蘇聯 | FNN倫敦支局       | 富士電視台       | 最初由靜岡電視台開設運營。現由富士電視台運營。                         |
| 歐洲・前蘇聯 | FNN巴黎支局       | 富士電視台       | 最初由關西電視台開設運營。現由富士電視台運營，但關西電視台仍派有記者。 |
| 歐洲・前蘇聯 | FNN莫斯科支局     | 富士電視台       | 北海道文化放送亦派有記者                                               |
| 歐洲・前蘇聯 | FNN伊斯坦布爾支局 | 富士電視台       |                                                                        |
| 亞洲·非洲    | FNN北京支局       | 東海電視台       |                                                                        |
| 亞洲·非洲    | FNN上海支局       | 關西電視台       |                                                                        |
| 亞洲·非洲    | FNN首爾支局       | 富士電視台       | 位於韓國文化廣播總部內。仙台放送、西日本電視台亦派有記者。             |
| 亞洲·非洲    | FNN曼谷支局       | 靜岡電視台       | 富士電視台亦派有記者。                                                 |

## 各節新聞

### 随時
- FNN News

### 早晨
平日
- 不明（－1966年9月）
- FNN 電視晨報 （1966年10月－1975年9月）
- FNN News 7:30（1975年10月－1977年3月）
- FNN 電視晨報（1977年4月－1982年3月）
- FNN Morning Wide News&Sports（1982年4月－1986年3月）
- FNN morning call（1986年4月－1990年3月）
- FNN 晨間採訪第一報（1990年4月－1991年4月）
- FNN World Uplink（1991年4月－1993年3月）
- FNN 早安日出!（1993年4月－1994年3月）
- 電視鬧鐘（1994年4月－）

周六
- 不明（－1966年9月）
- FNN 電視晨報（1966年10月－1982年3月）
- FNN 產經電視新聞（1982年4月－1997年9月）
- 電視鬧鐘週末版（1997年10月－1998年3月）
- 周末第一!花屋敷（1998年4月－2000年3月）
- FNN News（2000年4月－2003年9月）
- 鬧鐘星期六（2003年10月－）

周日
- 不明（－1966年9月）
- FNN 電視晨報（1966年10月－1982年3月）
- FNN 產經電視新聞（1982年4月－）

### 午間
平日
- 不明（－1966年9月）
- FNN 產經電視新聞（1966年10月－1975年9月）
- FNN News 12:00（1975年10月－1977年3月）
- FNN 產經電視新聞（1977年4月－1982年3月）
- FNN 新聞報導 11:30（1982年4月－1987年9月）
- FNN Speak（1987年10月－）

周六
- 不明（－1966年9月）
- FNN 產經電視新聞（1966年10月－1992年3月）
- FNN Speak（1992年4月－）

周日
- FNN 產經電視新聞（1966年10月－）

### 午後
- 不明（－1966年9月）
- FNN 太太新聞（1966年10月－1982年3月）
- FNN 產經電視新聞（1982年4月－1993年9月）
- FNN 新聞（1993年10月－1994年9月）
- FNN News 2:00（1994年10月－1995年9月）
- FNN Five to 4:00（1995年10月－1997年3月）
- FNN News 3:50（1997年4月－1999年3月）
- FNN 彩虹發（1999年4月－2000年3月31日）
- チャンネルα NEWS（2000年4月3日 - 2002年3月）
- NEWS 彩虹發（2002年4月 - 2005年9月30日）
- 彩虹發（2005年10月 - ）

### 傍晚
平日
- FNN 新聞→產經新聞（－1966年9月）
- FNN 新聞（1966年10月－1970年9月）
- FNN News 6:30（1970年10月－1978年9月）
- FNN 新聞報導 6:00（1978年10月－1984年9月）
- FNN Super Time（1984年10月－1997年3月）
- FNN News555 The・Human（1997年4月－1998年3月）
- FNN Super NEWS（日语：FNNスーパーニュース）（1998年4月－2015年3月27日）
- PRIME news evening（2018年4月2日－）

周六
- FNN 新聞→產經新聞（－1966年9月）
- FNN 新聞（1966年10月－1970年9月）
- FNN News 6:30（1970年10月－1975年9月）
- FNN 周六電視晚報（1975年10月－1980年3月）
- FNN 新聞報導 5:30（1980年4月－1985年3月）
- FNN Super Time（1985年4月－1997年3月）
- FNN News The・Human WEEKEND（1997年4月－1998年3月）
- FNN Super News WEEKEND（1998年4月－）

周日
- 共同電視周日晚報→產經新聞電視周日晚報（－1966年9月）
- FNN 周日電視晚報（1966年10月－1980年3月）
- FNN 新聞報導 5:30（1980年4月－1985年3月）
- FNN Super Time（1985年4月－1997年3月）
- FNN News The・Human WEEKEND（1997年4月－1998年3月）
- FNN Super News WEEKEND（1998年4月－）

### 20:54～21:00
- FNNNews・明日天氣（1966年10月－1998年3月）
- FNN彩虹發（1998年4月－）

### 夜間
平日
- 新聞對談（1959年3月－1966年9月）
- FNN 新聞（1966年10月－1968年9月）
- FNN 夜間新聞（1968年10月－1977年3月）
- FNN 新聞報導 23:00（1977年4月－1987年3月）
- FNN 新聞工廠（1987年4月－1987年9月）
- FNN DATE LINE（1987年10月－1988年3月）
- 夜間新聞／FNN DATE LINE（1988年4月－1990年3月）
- FNN NEWSCOM（1990年4月－1994年3月）
- News JAPAN（1994年4月－）

周六
- 新聞對談（1959年3月－1966年9月）
- FNN 新聞（1966年10月－1968年9月）
- FNN 夜間新聞（1968年10月－1977年3月）
- FNN 新聞報導 23:30（1977年4月－1987年3月）
- FNN 新聞工廠（1987年4月－1987年9月）
- FNN Date Line（1987年10月－1988年3月）
- 夜間新聞／FNN DATE LINE（1988年4月－1990年3月）
- FNN NEWSCOM（1990年4月－1994年3月）
- Sport WAVE（1994年4月－1995年3月）
- FNN 夜間新聞（1995年4月－1997年3月）
- News JAPAN WEEKEND（1997年4月－2003年3月）
- SPORT!&News（2003年4月－2004年9月）
- FNN新聞（2004年10月－）

周日
- 新聞對談（1959年3月－1966年9月）
- FNN 新聞（1966年10月－1968年9月）
- FNN 夜間新聞（1968年10月－1977年3月）
- FNN 新聞報導 23:30（1977年4月－1987年3月）
- FNN 新聞工廠（1987年4月－1987年9月）
- FNN Date Line（1987年10月－1988年3月）
- FNN 夜間新聞／FNN DATE LINE（1988年4月－1990年3月）
- FNN NEWSCOM（1990年4月－1994年3月）
- Sport WAVE（1994年4月－1995年3月）
- FNN 夜間新聞（1995年4月－1997年3月）
- News JAPAN WEEKEND（1997年4月－2001年3月）
- FNN EZ!TV News（2001年4月－2003年3月）
- FNN News（2003年4月－）

## 註释
1. ↑  JNN和FNN的加盟台數均是28台。但JNN受排他協定的影響，全部成員均僅加入JNN。FNN則有兩家跨網台成員。

## 外部鏈結
- 富士新聞網 （页面存档备份，存于）
- 富士電視台新聞節目網站 （页面存档备份，存于）